# Бранненбург
Бранненбург (нім. Brannenburg) — громада в Німеччині, розташована в землі Баварія. Підпорядковується адміністративному округу Верхня Баварія. Входить до складу району Розенгайм.
Площа — 33,66 км2. Населення становить 6610 ос. (станом на 31 грудня 2020).